# Andrássy Sándor
Csíkszentkirályi és krasznahorkai gróf Andrássy Sándor Alfréd Viktor László Albert Károly Alajos Walburga Fidél (Pozsony, 1863. június 19. - Budapest, 1946. július 20.) császári és királyi kamarás, belső titkos tanácsos, országgyűlési képviselő, főrendiház örökös tagja, nagybirtokos, Zemplén vármegye virilistája.

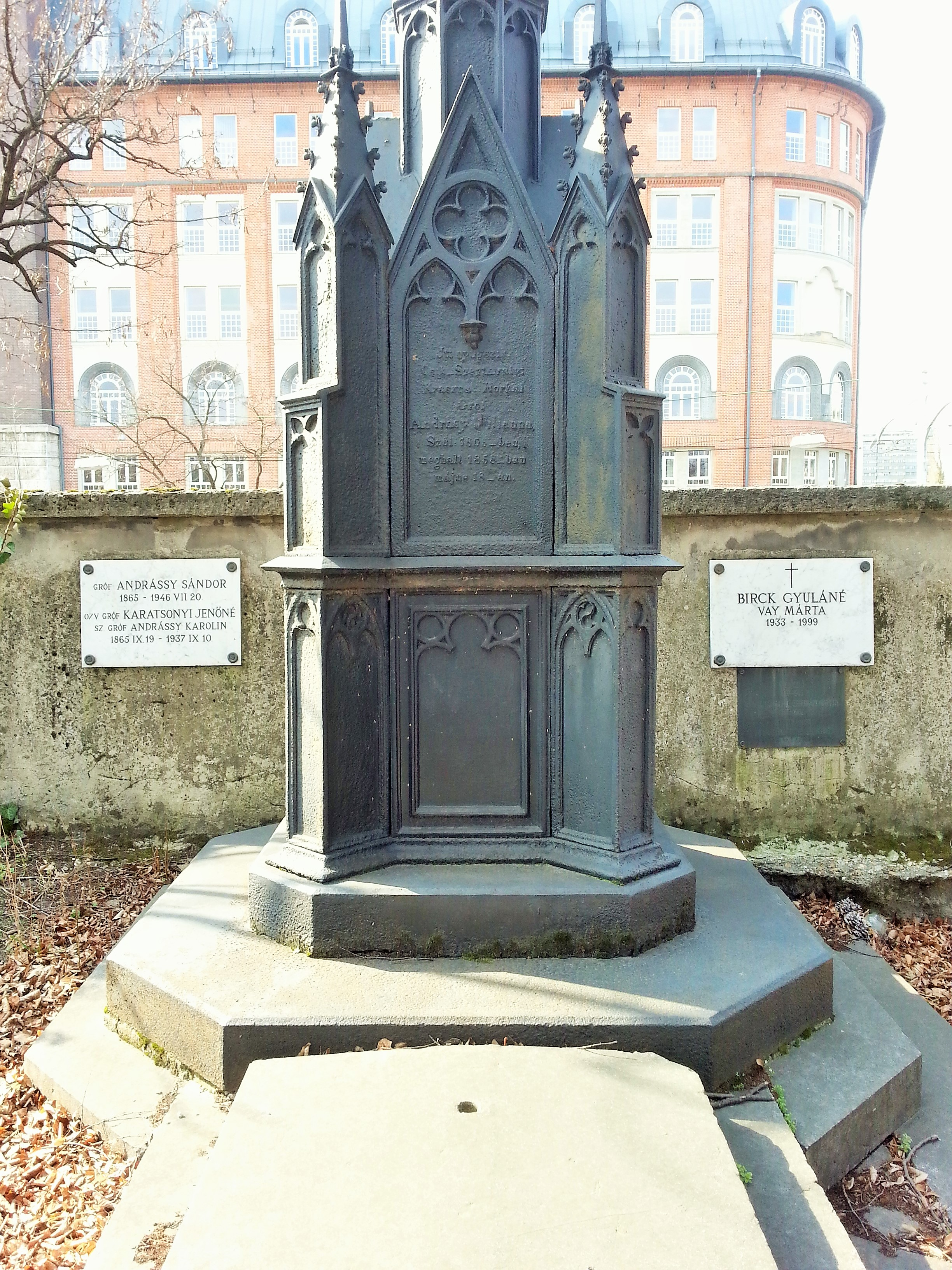
Sírja a Fiumei úti sírkertben

## Családja és származása
A római katolikus csíkszentkirályi és krasznahorkai gróf Andrássy család sarja. Apja gróf Andrássy Aladár (1827-1903), Zemplén, Gömör és Kishont vármegyék főispánja, nagybirtokos, anyja báró Wenckheim Leontine (1841-1921) volt. Apai nagyszülei gróf Andrássy Károly (1792-1845), országgyűlési követ, valamint gróf Szapáry Etelka (1798-1876) voltak. Anyai nagyszülei báró Wenckheim Viktor (1815-1900)
és nagyatádi Czindery Mária (1822-1847) voltak. Andrássy Sándor nagybátyja gróf Andrássy Gyula (1823-1890) a Magyar Királyság miniszterelnöke volt.

## Élete
A középiskolai érettségi vizsgálatot a kegyestanítórend budapesti főgimnáziumában végezte. Tovább tanult a budapesti tudományegyetemen, ahol jog és államtudományi oklevelet szerzett. Egyetemi képzése után egy évig tanulmányúton volt Angliában és Franciaországban. Andrássy Sándor az 1904. november 18.-i események következtében kilépett a Szabadelvű Pártból. Az alkotmánypárt tagja lett, majd párton kívüli. A homonnai választókerületnek 1896-tól 1916-ig volt országgyűlési képviselője, azután a főrendiház tagja lett, majd a felsőház megalakulásától kezdve a felsőházé[forrás?]. A Zemplénvármegyei Gazdák Egyesületének elnöke volt. Zemplén vármegye tiszteletbeli jegyzője, majd tiszteletbeli főjegyzője lett. 1906-tól kezdve a Királyi Magyar Automobil Club elnöke. Az első világháború idején megalapította az önkéntes Automobil Testületet és a háború végéig annak parancsnoka volt. 1907-ben belső titkos tanácsos lett.
A háború alatt az orosz és olasz frontokon teljesített katonai szolgálatot. A csehszlovák megszállásig a Felsőbodrogi Vízszabályozási Társulat elnöke volt, ez idő szerint pedig az Alsószabolcsi Ármentesítő és Belvízszabályozó Társulat elnöke, és tiszteletbeli elnöke a Pannónia evezősklubnak. A Tisza—Dunavölgyi Társulat központi bizottságának alelnöke, a Magyar Általános Hitelbank igazgatóságánaik tagja. A legjelentősebb birtokcsoportja a 12 000 kataszteri holdas Szabolcs vármegyei Tiszadob környékbeli, amelynek a központja a tiszadobi Andrássy kastély volt. Érett korára Szabolcs vármegye törvényhatósági bizottságának tagja is lett.

## Házassága és leszármazottjai
1889. január 5.-én vette el Pozsonyban galánthai gróf Esterházy Mária Angelika Jozefina Emerika (Réde, 1870. január 14.–Budapest, 1962. március 16.) kisasszonyt, akinek a szülei galánthai gróf Esterházy Imre (1840-1918), örökös főrendiházi tag, földbirtokos, és gróf Rossi Alexandra (1844-1919) voltak. Az apai nagyszülei galánthai gróf Esterházy Pál (1806-1857), földbirtokos és loósi gróf Viczay Antónia (1812-1903) voltak. Az anyai nagyapja gróf Rossi Carlo Alessandro (1797-1864), a berlini olasz nagykövet, és Sontag Henriette (1806-1854) nemzetközi nagy hírű német operaszoprán voltak. Andrássy Sándor gróf és Esterházy Mária grófnő frigyéből született:
- gróf Andrássy Aladár József Mária (Velejte, 1890. október 2.–Abbázia, Horvátország, 1895. február 27.)[6]
- gróf Andrássy Imre (Velejte, 1891. november 17.–Alexandria, Alexandria City, VA, 1985. szeptember). 1.f.: Edit Payer. 2.f.: Stella Monica Amalia Kuylenstierna (Göteborg, 1902. március 14.–Alexandria, 1998. május 9.)
- gróf Andrássy Mihály (Velejte, 1893. május 7.–Windsor, Ontario, Kanada, 1990. június 30.). Neje: nagykárolyi gróf Károlyi Gabriella (Nagykároly, 1899. június 4.–West Palm Beach, Florida, USA, 1992. november)
- gróf Andrássy Margit (Velejte, 1902. augusztus 30.–†Budapest, 1984. szeptember 13.). 1.f.: vajai és luskodi gróf Vay László (Budapest, 1897. július 7.–Mór, 1945. április 2.). 2.f.: dr. báró Buttler Elemér Ervin Frigyes (Kelecsénypuszta, Nógrád vármegye, 1889. május 8.–Budapest, 1970. január 16.), főhadnagy, országgyűlési képviselő, földbirtokos.